# Im Jagdhaus
Im Jagdhaus ist die 75. Folge der Krimiserie Der Kommissar.

## Handlung
Sabine Schenk ist auf dem Weg von ihrer Berufsschule in München zum Wochenendhaus ihrer Familie. Ihr Onkel Paul, der Besitzer einer großen Münchner Firma, ist ebenfalls dort. Sabine ist auf ihn jedoch überhaupt nicht gut zu sprechen. Denn Paul hat seit längerer Zeit eine Affäre mit ihrer Mutter Eva. Paul wünscht sich nun, dass Eva die Scheidung von ihrem Mann Alwin einreicht und Sabine dies akzeptiert. Sabine sträubt sich jedoch vor der Vorstellung, dass ihr Onkel nun bald ihr Stiefvater sein wird. Es kommt zu einem heftigen Streit. Sabine ist wütend und lädt das Jagdgewehr ihres Onkels durch, welches in einem Schrank im Eingangsbereich des Jagdhauses liegt. Doch plötzlich bekommt sie Skrupel und fährt mit ihrem Mofa davon.
In einer Gaststätte im Dorf bekommt sie wenig später eher zufällig ein Gespräch mit, wo sich zwei Männer erzählen, dass im Jagdhaus der Familie Schenk jemand erschossen wurde. Sabine fährt zurück zum Wochenendhaus, wo bereits die Polizei sowie auch ihre Eltern und ihre Schwester Helga eingetroffen sind. Ihr Onkel Paul liegt tot im Wohnzimmer. Sabine ist total verwirrt und sich mittlerweile nicht mehr sicher, ob oder wie sie ihren Onkel erschossen hat. Ihr Vater Alwin, ihre Mutter Eva und ihre ältere Schwester Helga glauben jedoch nicht, dass Sabine so eiskalt ist und einfach im Affekt jemanden erschießen könnte. Die Familie beschließt zu lügen und spricht sich in ihren Aussagen, die sie gegenüber der Mordkommission nun machen müssen, gegenseitig ab.
Inzwischen sind auch Kommissar Herbert Keller und sein Team vom Morddezernat im Jagdhaus außerhalb von München eingetroffen. Alwin wird zunächst allein befragt und schweigt darüber, dass seine Ehefrau ein Verhältnis mit seinem verstorbenen Bruder hatte. So könnte ja der Verdacht aufkeimen, dass Alwin seinen Bruder Paul aus Eifersucht oder Habgier erschossen haben könnte. Das Team der Mordkommission sichert alle Spuren, doch sind sie erstmal völlig ratlos. Alwin erzählt, er hätte gemeinsam mit seiner Frau und seiner Tochter seinen Bruder tot im Wohnzimmer aufgefunden. Allerdings war Alwin zum Auffindezeitpunkt völlig allein im Jagdhaus, was er jedoch auch verschweigt. Bei Kommissar Keller kommt recht schnell der Verdacht auf, dass alle Familienmitglieder sich gegenseitig ein Alibi geben und mindestens einer von ihnen lügen muss bzw. der Mörder ist. Kommissar Keller geht dem Verdacht nach ob der Großindustrielle Paul Schenk vielleicht Feinde in seinem Unternehmen hatte, doch diese Spur läuft erstmal ins Leere. In der Zwischenzeit kommt auch Herr Barek im Jagdhaus an. Er ist ein langjähriger Mitarbeiter der Firma Schenk und durfte dort auf Vorschlag seines Vorgesetzten Paul Schenk ein paar Tage Urlaub machen. Herr Barek verstrickt sich im Bezug zu seinem Verhältnis zu Paul Schenk zunächst in Widersprüche, beteuert aber bis zu seiner Ankunft absolut nichts von Schenk seinem Tod gewusst zu haben. Einer der Assistenten von Kommissar Keller hört sich später in der örtlichen Dorfgaststätte um und erfährt dort von einem Waldarbeiter, der Familie Schenk recht gut kennt, dass Eva ein Verhältnis mit ihrem Schwager Paul hatte. Der Kommissar konfrontiert nun Alwin mit dieser Tatsache. Alwin gibt diese Sachlage zu, doch er beteuert weiterhin seinen Bruder nicht ermordet zu haben.
Im Geräteschuppen neben dem Jagdhaus wird am späten Abend plötzlich die Leiche von Herrn Barek aufgefunden, der sich erhängt hat. In seinem Gästezimmer im Jagdhaus finden die Ermittler einen Abschiedsbrief. Dort gesteht er detailliert den Mord an Paul Schenk. Barek hatte seit einigen Jahren in der Finanzabteilung der Firma gearbeitet und somit dauerhaften Zugang zu den Bilanzen in der Materialausgabe. Paul Schenk war in der Zwischenzeit dahintergekommen, dass Barek die Bilanzen über Monate hinweg stets zu seinem eigenen Gunsten fälschte und hatte Barek deshalb zur Rede gestellt und ihm danach fristlos gekündigt. Als Barek im Flur des Jagdhauses das von Sabine geladene und zurückgelassene Gewehr stehen sah, nahm er es und erschoss kurzerhand Paul Schenk. Kommissar Keller ist ernüchtert, hatte er sich doch eher auf seine langjährige Erfahrung und sein Bauchgefühl verlassen und den Mörder eigentlich innerhalb der Verwandtschaft vermutet. Die Ermittler der Mordkommission verabschieden sich und fahren wieder zurück nach München. Familie Schenk hingegen bleibt allein im Jagdhaus zurück.

## Hintergründe
Die Dreharbeiten fanden im Sommer/Herbst 1973 ausschließlich in dem oberbayerischen Dorf Vagen statt. Als Drehort für das Wochenendhaus der Familie Schenk diente das Schloss Vagen.
Der Film wurde am 12. Juli 1974 im ZDF im Hauptabendprogramm erstausgestrahlt. Es handelt sich dabei um die zweite Folge der 7. Staffel der Krimiserie Der Kommissar.
Elmar Wepper war zum Beginn der Dreharbeiten zu dieser Folge durch einen Unfall verletzt und befand sich noch im Krankenhaus. Daher wurde seine Rolle des Kriminalinspektor Erwin Klein in einigen Szenen in der Rückenansicht von dem Schauspieler Frithjof Vierock gedoubelt.